# 木戸克彦
木戸 克彦（きど かつひこ、1961年2月1日 - ）は、大阪府堺市西区出身の元プロ野球選手（捕手）・コーチ・監督、解説者・評論家。2024年から阪神タイガース Womenの監督を務める。TW統括とプロスカウトを兼務。

## 経歴

### プロ入りまで
堺リトルリーグ出身。小学6年時には堺市の小学6年生が集まって毎年行われている連合運動会でソフトボール投げに出場し、当時の最高記録を樹立。長らくその記録は破られなかった。その後破られ、今の最高記録は木戸ではない。『週刊ベースボール』の江夏豊の連載によれば、堺市立浜寺中学校出身の阿野鉱二・和田徹・木戸の元プロ野球選手3人を「浜寺の3選手」と呼び、野球界では有名な呼び名だと書いている。
中学時代に捕手となり、1976年に進学したPL学園高では鶴岡泰監督の指導を受けた。1年次の同年秋から正捕手となり、1年上の米村明とバッテリーを組むが、甲子園には届かなかった。3年次の1978年には同期の西田真二とバッテリーを組み、甲子園に春夏連続出場。春の選抜は準々決勝で箕島高の石井毅に完封を喫するが、夏の選手権準決勝では中京高と対戦し、9回裏に4点差を追いつき、延長12回の熱戦の末に勝利。決勝でもエース森浩二を擁する高知商業高に9回裏逆転サヨナラ勝ちで優勝を飾り、奇跡的な勝利から『逆転のPL』と呼ばれた。
高校卒業後の1979年、西田と共に法政大学へ進学し、東京六大学野球リーグでは在学中3度の優勝を経験。1年下の和田護（日産自動車）・同期田中富生らとバッテリーを組み、リーグ通算76試合出場、274打数84安打、打率.307, 5本塁打、33打点を記録。2年次の1980年秋季リーグから5季連続でベストナインに選出され、4年次の1982年には主将も務めた。3年次の1981年から2年連続で日米大学野球選手権大会日本代表に選出されている。大学同期に西田、田中、神長英一、手嶋浩らがいた。1年下にPLの後輩でもある小早川毅彦、銚子利夫、和田護と樽井徹両投手、1年上に控えの川端順や池田親興両投手がいた。

### 現役時代
1982年のドラフト1位で阪神タイガースに入団。大学の先輩である田淵幸一が西武へ移籍して以来4年間空番になっていた背番号「22」が与えられるが、1年目の1983年はプレッシャーもあって腰痛が悪化して戦線離脱。和歌山県東牟婁郡那智勝浦町の勝浦温泉病院で3ヶ月間、連日4時間のリハビリ治療を受ける。入院中は1分間体操を中心に患部を鍛える運動が続いたが、激痛は走り、疲労困憊であった。1ヶ月が経過しても苛立ちは募るばかりで、リハビリをする部屋からは紀勢本線が見え、その内に上り下りを往き来する電車によって時間が分かるようになった。固いベッドがひとつの殺風景な狭い部屋で悶々とした日々が続いたが、途中から交通事故を起こして入院してきた若い一般女性の姿を見て、自分を見つめ直した木戸は気持ちを切りかえ、リハビリに打ち込んだ。同年は笠間雄二が正捕手に固定され、木戸は二軍生活が続き、一軍では8試合出場に終わる。
1984年は山川猛が正捕手に固定され、26試合出場であった。入団から2年間は二軍とブルペン生活が続いたが、柴田猛一軍バッテリーコーチから時に鉄拳制裁も与えられるほどの厳しい指導で鍛えられた。木戸が二軍の試合で投手が打たれた後にベンチへ戻ると、柴田は鬼の形相で待っていたため、そのままトイレに駆け込み、柴田の怒りが収まるのを待つことが常套手段となっていた。木戸は「100％の準備をするために球場には一番早く来る」「どんな場面でも最高と最低を同時に考える」など、柴田からいくつもの教訓を学んだ。シーズン終盤の4試合では先発マスクを被る。
1985年に吉田義男が監督に就任すると、開幕から山川に代わり正捕手に抜擢される。3年目とは思えない理詰めのリードと冴えた勝負勘、二塁への安定感あるスローイングなどのサポートぶりで、ベテランから若手まで投手陣から信頼を集めた。一方の打撃では、ニューダイナマイト打線の8番打者という下位の打順も思い切りの良さにつながる。クリーンアップの『バックスクリーン3連発』がリーグ優勝への起爆剤となったシーズンであったが、木戸も6月15日の大洋戦（甲子園）では2回裏に金沢次男、5回裏に堀井幹夫、そして7回裏に青木秀夫から、いずれも左翼席へ3打席連続本塁打を記録。終盤こそ失速したが、6月までに9本塁打を放っている。規定打席未満ながら自己最多で唯一の2桁となる13本塁打を放ったが、13本はほとんど左翼方向への本塁打で、時には右翼方向にもシュアな打撃を見せた。特に巨人戦に強く、13本塁打のうち7本塁打、32打点のうち15打点を巨人から記録。リードには木戸独自の哲学があり、ストライクゾーンを通った球ではなく、空振りやファウルがストライクで、ボールは安打にしにくい球であり、追い込んだらボール球を投げさせて空振りを奪うのが一番だと考えた。投手が投げたい球も考えてそれを察知するのがバッテリーの理想的な関係で、投手を勝たせるのが良い捕手というものであった。1985年の日本シリーズ第2戦ではランディ・バースの補殺を完成し、走者秋山幸二を憤死させる見事なブロックを見せた。21年ぶりのリーグ優勝と球団史上初の日本一に貢献し、ダイヤモンドグラブ賞も受賞。
1986年は嶋田宗彦と激しいレギュラー争いを演じるが、同年から阪神の失速と比例するように打撃も失速。
1988年には自己最多の121試合に出場し、自身唯一の規定打席（リーグ24位、打率.254）に到達。正捕手の座は譲らなかったが、12個のパスボールを喫した。
1989年には巨人戦で原辰徳との本塁クロスプレーで左踵を剥離骨折しただけでなく、眼鏡のレンズが割れて顔面に刺さって、眼に影響はなかったが全治4週間の大怪我を負った。
練習中の油断したプレーで仲間から厳しい言葉を掛けられ、イップスになった際、辻恭彦バッテリーコーチのトスを捕ってネットに向かってスローさせるのを繰り返す練習で克服。1990年まで定位置を守ったが、慢性的な右肩の故障もあり、1990年代は山田勝彦や関川浩一に捕手の1番手を譲った。
1992年は、7月30日の対巨人戦で石毛博史からサヨナラ四球を選ぶというのもあったが、全体的に打撃が低調であった。日本プロ野球史上最長試合となった9月11日対ヤクルト戦では、最終延長15回裏二死1，2塁のチャンスで打者トーマス・オマリー（次打者は山脇光治）だったが、「代打を送るにも、残る野手は木戸しかいない」という理由で敬遠策を採られるほどであった（結局代打として送られず、山脇が三振で引き分けとなった）。最終的に、打率.101であったが、オフに発売されたスーパーファミスタ2では、この年から選手は漢字実名、成績も実際の成績を反映させたものになったが、木戸の打率はカンストして.357となっていた。
湯舟敏郎とは特に相性が良く、1992年6月14日の広島戦（甲子園）では「まだ俺はノーヒットノーランの球を受けたことがないから、お前、絶対に打たれるな」と二軍落ちの直前であった先発の湯舟にハッパをかけ、ノーヒットノーランを達成させている。若手投手には試合中にベンチ裏で気合いを入れたこともあり、グラウンドに戻ると見違えるような投球をした投手は少なくなかった。
1996年に現役を引退。同年10月9日の中日戦（甲子園）で引退試合が行われ、自身は8番・捕手で先発出場し、同年限りで退団が決まっていた中西清起とバッテリーを組んだ。現役時代は中西・平田勝男・木戸の3人で「NHKトリオ」と呼ばれていた。

### 現役引退後
引退後も阪神に残り、一軍バッテリーコーチ（1997年 - 1998年, 2001年 - 2002年）、二軍バッテリーコーチ（1999年）、一軍ブルペンコーチ（2000年）、二軍監督（2003年 - 2005年）を務めた。コーチ1期目は投手、捕手陣のハートを掴む良き兄貴分として熱血指導し、リリーフ投手の調子を冷静に分析して野村克也監督の継投策をサポート。2001年には野村から通常は投手コーチの役割である、ピンチの場面や投手交代時にマウンドに駆けつける役も任せられた。2001年オフに野村の推挙で秋季キャンプのみヘッドコーチに就任したが、野村が監督を辞任したことにより、一軍バッテリーコーチに再転換された。二軍監督時代には2度のウエスタン・リーグ優勝（2003年, 2005年）に導いたが、島野育夫一軍総合コーチの二軍監督就任に伴い退任。
退団後は朝日放送・サンテレビ解説者・日刊スポーツ評論家（2006年 - 2007年）を務め、同年度下半期、毎週土曜日に自らの冠番組『虎バン主義。木戸克彦 だからやっぱりタイガース→虎街道まっしぐら』を担当。
2008年に一軍作戦兼バッテリーコーチとして阪神に復帰したが、朝日放送・サンテレビ・日刊スポーツとの契約が3月まで残っていたため、コーチ業の傍ら番組にも出演し、春季キャンプの状況を報告していた。キャンプでは狩野恵輔が紅白戦でミスを犯し、さらにはバッターと会話したことに激怒して怒鳴りつけるなど、選手に対し厳しい指導を行ったが、狩野に対しては怒る一方でフォローもしていた。
2009年からはヘッドコーチに昇格したが、2011年限りで辞任。
2012年からは球団フロントの編成本部付（次長待遇）となったが、同年9月5日付で次長待遇のままゼネラルマネージャー補佐となり、中村勝広ゼネラルマネージャーの急逝に伴う編成変更で2015年10月1日付で球団本部付次長となる。
2017年10月、球団本部部長（プロスカウト担当）を務めながら、女子日本代表ヘッドコーチに就任。以降女子野球の振興に関わるようになり、全国高等学校女子硬式野球選手権大会決勝戦の甲子園開催実現にも尽力した。その後も国際試合の際にコーチとして帯同し、高校女子野球の強化試合（対イチロー神戸智辯）でヘッドコーチを務めるなど女子野球へ尽力している。
2023年からスカウトとタイガースWomen（以下、Women）の統括を兼務しており、2024年からWomenの監督に就任すると発表された。背番号は70。現在の統括とプロスカウトも引き続き兼務する。

## エピソード
- 巨人時代の清原和博が唯一といっていいほど逆らえなかった人物。阪神戦で清原が危険球などで投手に向かっていっても、木戸が出てくれば収まることが何度かあった[2]。木戸は清原のPL学園高校入学の前年にプロ入りしており、野球部全盛期でOB崇拝も強かった同校においては雲上人であった。またPL時代、西田があまりにも不感心な言動をとったのに耐えかね、西田に鉄拳を見舞ったとの逸話が伝えられている。しかし西田とは一期下の小早川毅彦を交え、法大卒業まで私生活でも親交は深かったという。
- 1985年8月12日、阪神球団社長中埜肇が犠牲になった日本航空123便墜落事故の当日、この事故機（JA8119）が123便として羽田で折り返す前の、福岡発羽田行き366便に遠征のため搭乗していたという逸話を持つ。チームは前日の11日に平和台で中日戦、13日から後楽園で巨人戦が組まれていたため、事故発生当日は福岡から東京への移動日だった。また木戸の妻は123便に搭乗予定だったが直前にキャンセルしており難を逃れた。
- 妻との間には一女があり、娘の出生を公表時、命名はどうするのかと質問したマスコミに、姓が「木戸」なので「ルナ（＝気取るな）にしようかと考えている」と駄洒落を交えたジョークを飛ばした。

## 詳細情報

### 年度別打撃成績
| 年 度      | 球 団      | 試 合 | 打 席 | 打 数 | 得 点 | 安 打 | 二 塁 打 | 三 塁 打 | 本 塁 打 | 塁 打 | 打 点 | 盗 塁 | 盗 塁 死 | 犠 打 | 犠 飛 | 四 球 | 敬 遠 | 死 球 | 三 振 | 併 殺 打 | 打 率 | 出 塁 率 | 長 打 率 | O P S |
| ---------- | ---------- | ----- | ----- | ----- | ----- | ----- | -------- | -------- | -------- | ----- | ----- | ----- | -------- | ----- | ----- | ----- | ----- | ----- | ----- | -------- | ----- | -------- | -------- | ----- |
| 1983       | 阪神       | 8     | 9     | 6     | 0     | 0     | 0        | 0        | 0        | 0     | 0     | 0     | 0        | 0     | 0     | 3     | 0     | 0     | 3     | 0        | .000  | .333     | .000     | .333  |
| 1984       | 阪神       | 26    | 28    | 23    | 2     | 5     | 2        | 0        | 0        | 7     | 2     | 0     | 0        | 3     | 0     | 1     | 0     | 1     | 5     | 2        | .217  | .280     | .304     | .584  |
| 1985       | 阪神       | 103   | 358   | 295   | 34    | 71    | 5        | 1        | 13       | 117   | 32    | 0     | 0        | 18    | 2     | 41    | 9     | 2     | 41    | 8        | .241  | .335     | .397     | .732  |
| 1986       | 阪神       | 95    | 237   | 203   | 16    | 46    | 12       | 0        | 5        | 73    | 23    | 0     | 0        | 10    | 2     | 22    | 2     | 0     | 32    | 10       | .227  | .300     | .360     | .659  |
| 1987       | 阪神       | 101   | 275   | 235   | 26    | 56    | 9        | 0        | 6        | 83    | 18    | 1     | 1        | 11    | 1     | 26    | 8     | 2     | 27    | 10       | .238  | .318     | .353     | .671  |
| 1988       | 阪神       | 121   | 408   | 351   | 34    | 89    | 14       | 1        | 6        | 123   | 38    | 0     | 1        | 19    | 2     | 35    | 6     | 1     | 62    | 8        | .254  | .321     | .350     | .672  |
| 1989       | 阪神       | 93    | 317   | 280   | 22    | 69    | 14       | 1        | 6        | 103   | 32    | 3     | 1        | 13    | 2     | 21    | 1     | 1     | 49    | 7        | .246  | .299     | .368     | .667  |
| 1990       | 阪神       | 102   | 264   | 230   | 19    | 54    | 7        | 0        | 5        | 76    | 30    | 0     | 1        | 7     | 2     | 21    | 3     | 4     | 49    | 7        | .235  | .307     | .330     | .638  |
| 1991       | 阪神       | 80    | 185   | 163   | 14    | 37    | 7        | 1        | 5        | 61    | 24    | 0     | 2        | 4     | 0     | 18    | 3     | 0     | 36    | 6        | .227  | .304     | .374     | .678  |
| 1992       | 阪神       | 63    | 99    | 89    | 8     | 9     | 1        | 0        | 2        | 16    | 10    | 1     | 0        | 3     | 0     | 7     | 0     | 0     | 21    | 3        | .101  | .167     | .180     | .346  |
| 1993       | 阪神       | 49    | 125   | 112   | 8     | 25    | 8        | 0        | 1        | 36    | 6     | 1     | 0        | 3     | 0     | 10    | 0     | 0     | 25    | 5        | .223  | .287     | .321     | .608  |
| 1994       | 阪神       | 34    | 73    | 67    | 5     | 19    | 5        | 0        | 1        | 27    | 1     | 0     | 0        | 1     | 0     | 5     | 0     | 0     | 8     | 0        | .284  | .333     | .403     | .736  |
| 1995       | 阪神       | 50    | 108   | 91    | 4     | 16    | 2        | 0        | 0        | 18    | 6     | 1     | 0        | 2     | 1     | 14    | 1     | 0     | 22    | 4        | .176  | .283     | .198     | .481  |
| 1996       | 阪神       | 40    | 52    | 47    | 7     | 9     | 3        | 1        | 1        | 17    | 4     | 1     | 1        | 1     | 0     | 4     | 1     | 0     | 13    | 2        | .191  | .255     | .362     | .617  |
| 通算：14年 | 通算：14年 | 965   | 2538  | 2192  | 199   | 505   | 89       | 5        | 51       | 757   | 226   | 8     | 7        | 95    | 12    | 228   | 34    | 11    | 393   | 72       | .230  | .305     | .345     | .650  |

### 年度別守備成績
| 年 度 | 球 団 | 捕手  | 捕手     | 捕手     | 捕手     | 捕手     | 捕手 |
| 年 度 | 球 団 | 試 合 | 企 図 数 | 許 盗 塁 | 盗 塁 刺 | 阻 止 率 |      |
| ----- | ----- | ----- | -------- | -------- | -------- | -------- | ---- |
| 1983  | 阪神  | 8     | 13       | 9        | 4        | .308     |      |
| 1984  | 阪神  | 25    | 15       | 10       | 5        | .333     |      |
| 1985  | 阪神  | 102   | 114      | 74       | 40       | .351     |      |
| 1986  | 阪神  | 93    | 71       | 50       | 21       | .296     |      |
| 1987  | 阪神  | 101   | 68       | 47       | 21       | .309     |      |
| 1988  | 阪神  | 121   | 109      | 78       | 31       | .284     |      |
| 1989  | 阪神  | 93    | 95       | 65       | 30       | .316     |      |
| 1990  | 阪神  | 97    | 93       | 65       | 28       | .301     |      |
| 1991  | 阪神  | 76    | 63       | 45       | 18       | .286     |      |
| 1992  | 阪神  | 61    | 31       | 24       | 7        | .226     |      |
| 1993  | 阪神  | 49    | 34       | 27       | 7        | .206     |      |
| 1994  | 阪神  | 30    | 25       | 18       | 7        | .280     |      |
| 1995  | 阪神  | 47    | 33       | 22       | 11       | .333     |      |
| 1996  | 阪神  | 40    | 28       | 19       | 9        | .321     |      |
| 通算  | 通算  | 943   | 792      | 553      | 239      | .302     |      |

- 太字年はダイヤモンドグラブ賞の受賞

### 表彰
- ダイヤモンドグラブ賞：1回 （捕手部門：1985年）

### 記録
初記録
- 初出場：1983年4月24日、対中日ドラゴンズ2回戦（ナゴヤ球場）、6回裏に捕手として出場
- 初安打・初打点：1984年9月15日、対ヤクルトスワローズ23回戦（阪神甲子園球場）、7回裏に大川章から適時二塁打
- 初先発出場：1983年10月24日、対ヤクルトスワローズ26回戦（明治神宮野球場）、7番・捕手として先発出場
- 初本塁打：1985年4月16日、対読売ジャイアンツ1回戦（阪神甲子園球場）、4回裏に加藤初から2ラン

その他の記録
- オールスターゲーム出場：2回 （1986年、1988年）

### 背番号
- 22（1983年 - 1996年）
- 70（1997年 - 2005年、2010年 - 2011年）
- 91（2008年 - 2009年）

## 関連情報

### 出演番組
朝日放送テレビ
- スーパーベースボール
- おはよう朝日です（木曜スポーツ担当）

朝日放送ラジオ
- ABCフレッシュアップベースボール
- 虎バン主義。

サンテレビ
- サンテレビボックス席（ABCからの出向という形で出演）

### 書籍
- 橋本清『PL学園OBはなぜプロ野球で成功するのか?』ぴあ、2009年3月、ISBN 978-4835617282（橋本が第5章で木戸を取材、1978年夏の第60回全国高等学校野球選手権大会で準決勝・決勝と奇跡の大逆転により甲子園で初優勝したPLを木戸が語る）